# Копельо, Алексис
Алексис Копельо (исп. Alexis Copello, род. 12 августа 1985 года) — азербайджанский легкоатлет кубинского происхождения, специализирующийся в тройном прыжке. Выступал за Кубу до 2017 года.
Международную спортивную карьеру начал в 2006 году, когда стал серебряным призёром Игр Центральной Америки и Карибского бассейна. В 2008 году принял участие в Олимпийских играх в Пекине, но не смог выйти в финал. В этом же году занял 3-е место на играх Центральной Америки и Карибского бассейна. Бронзовый призёр чемпионата мира 2009 года.
Двукратный серебряный призёр Бриллиантовой лиги IAAF в 2010 и 2011 годах. Чемпион Панамериканских игр 2011 года. На мировом первенстве в Тэгу занял 4-е место с результатом 17,47 м.
Серебряный призёр чемпионата Европы 2018 года в составе сборной Азербайджана.